# Calixto Leicea
Calixto Leicea Castillo (Matanzas, Cuba, 24 de octubre de 1909 - Nueva York, Estados Unidos, 16 de febrero del 2004) fue un músico, arreglista y compositor cubano. Destacó más por ostentar el puesto de primera trompeta de la afamada agrupación cubana La Sonora Matancera. Se autoproclamó bajo el epíteto de Mr. Games.

## Biografía
Calixto Leicea se caracterizó en vida por su asombrosa memoria, ya que con lujo de detalles relataba episodios, datos, anécdotas y fechas de grabación durante su permanencia en la Sonora Matancera. Su ingreso a la agrupación se efectuó el 18 de abril de 1935, debido a la enfermedad que impidió a Ismael Goberna desempeñar su labor de trompetista del conjunto. Rogelio Martínez — que ya era el codirector — y al ver la urgencia de sus servicios, lo contrató. Calixto ya conocía el terreno, pues provenía del Sexteto Nacional, y también había participado con los grupos Juventud Habanera, Chareo y su Grupo, La Banda Municipal de Matanzas y el Sexteto de la gran María Teresa Vera. Calixto acompañó como única trompeta, dentro de lo que se guarda memoria, a la Sonora Matancera hasta el 6 de enero de 1944, ya que ese día, del conjunto de Arsenio Rodríguez se incorporaron su compañero Pedro Knight, ocupando el puesto de segundo trompetista, y la base armónica a cargo del piano de Lino Frías. Con Calixto y Pedro queda formada la línea de vientos de la agrupación, y así con ese binomio  se logra la época del sonido más famoso de las grabaciones de la Sonora Matancera. En 1947, compuso el himno de la agrupación, la guaracha Traigo un Tono, que fue utilizado como marco de presentación en sus programas en radio así como también en sus presentaciones en vivo. La dupla se terminó con la salida de Pedro Knight en 1966 quien se dedicó a manejar la carrera de una de las más conocidas voces de La Sonora Matancera, su esposa Celia Cruz. Calixto Leicea continuó con la agrupación durante 61 años, hasta 1996, aunque por cuestiones de longevidad, desde 1975 había cedido el puesto de primer trompeta.

## Composiciones Famosas
Calixto es autor de muchos de los éxitos de La Sonora Matancera. Tanto Bienvenido Granda, Celia Cruz y Celio González, entre otros, disfrutaron y fueron intérpretes de esa gran cosecha. Un claro ejemplo son las siguientes:
- Amé una vez
- Coquito acaramelado
- Corazón sin fe
- Después que pasas
- Espérame un rato más
- Me voy lejos
- La conga de la calle
- Las muchachitas del cha cha chá
- Se formó el rumbón
- Rumba para parejas
- Vamos a ver la rueda
- Se formó la rumbantela
- Traigo un tono

- Datos: Q5021454